# Musée de l'Empordà
 (avril 2022).
Causes possibles :
- Rédaction non-neutre car ne respectant pas la synthèse équilibrée attendue.
- Plan structurant la page comme une brochure promotionnelle ou une plaquette institutionnelle.
- Nombreuses informations sans réelle pertinence encyclopédique et pourtant montées en épingle. Ceci peut notamment se faire en recourant à des sources primaires ou non centrées, ou encore à un « cherry picking » des sources ; dans certains cas, cette utilisation des sources peut même donner lieu à une « synthèse inédite ».

Rappel : la pertinence des informations est à démontrer par des sources secondaires indépendantes et de qualité traitant le sujet.
Le musée de l'Empordà est une institution consacrée à la recherche, la conservation et la promotion du patrimoine culturel local et régional, avec un vaste programme d'expositions et d'activités. Il offre au public une lecture historique de ses collections et une dédicace particulière à la création artistique contemporaine. Il dispose de services éducatifs et de publications, d'une bibliothèque et d'une salle de projection.
Avec une histoire qui remonte à 1885, et avec l'arrivée des premiers dépôts du musée du Prado, il réunit une collection d'œuvres d'art mises en évidence dans la scène artistique catalane (Sorolla, Maisons, Nonell, Sacharoff, Tàpies, Torres Monsó, Zush ou Pazos) et ampurdanés (Dalí, Santos, Reig, Vallès, Planells, Massanet, Gabriel ou Mitjà).
La collection est complétée par des collections d'archéologie, d'art médiéval et de peinture baroque. Bâti en 1946, le bâtiment a été inauguré en 1971. Depuis 1998, il est géré par un consortium formé par la Ville de Figueras, le Conseil Régional de l'Alt Empordà et la Fondation Gala-Salvador Dalí. À partir de 2015, le consortium sera dissous et le musée sera géré, en partie, par la Section Culturelle de la Ville de Figueres.

## Parcours par le musée

### Collections historiques
La collection archéologique du musée possède une exposition sur les cultures mégalithiques, avec des éléments de sépultures de soldats de l'Albera et de l'antiquité et des pièces ibériques, grecques et romaines (la plupart provenant de dons du collecteur Frederic Marès) qui appartiennent à une période d'échanges commerciaux et culturels entre les peuples autochtones et les colons.
Les œuvres de l'art roman, gothique, de la Renaissance et baroque illustrent l'évolution du XIe au XVIe siècle.
Sur la colonne de marbre sculptée du Maître de Cabestany se trouve deux chapiteaux de Sant Pere de Rodes et des vierges Marie en bois polychrome, comme Mare de Déu de la Llet (Vierge du lait). La peinture sur bois, sur pierre ou autres chapiteaux illustrent le travail des ateliers locaux.
Des œuvres des différents dépôts du musée du Prado (1885, 1887, 1947) ont été apportées à Figueras à des fins pédagogiques et sont destinées à l'école municipale de dessin de l'Institut Ramon Muntaner de Figueras, où est formée la majorité des artistes locaux. Ajoutées à la collecte naissante d'œuvres de divers dirigeants de la ville et des dons d'artistes et d'enseignants, elles sont considérées comme l'embryon et l'encouragement à la création du musée d'art de la ville. Parmi toutes les œuvres du Prado, des portraits de l'époque de Louis XIV, la main de Jean Nocret et de Pierre Mignard, et les ouvrages religieux de Ribera, Arias ou Maella sont mis en évidence.

### La nouvelle tradition catalane: scènes et paysages
L'exposition d'art catalan contenue dans ce domaine, qui comprend également des œuvres d'origine espagnole (Sorolla) et internationale (Marie Laurencin, Olga Sacharoff ou Tsugouharu Foujita) - suit en parallèle l'évolution de la peinture et de la sculpture de l'art européen, du début du XIXe siècle et une bonne partie du XXe siècle.
Sur la peinture de chevalet, se trouve le reflet du goût d'une bourgeoisie qui suit des tendances éclectiques pour décorer les maisons et les palais à la recherche de points de vue et de portraits évocateurs qui, aujourd'hui, montrent les intérêts esthétiques et sociaux des artistes et des mécènes. Ils forment la base de la peinture de paysage et du portrait à domicile et la preuve de la modernité de ses postulats.
Depuis le romantisme, une tendance révolutionnera le mode de pensée dans tous les domaines, et qui ouvre des portes à une façon de comprendre l'art davantage lié aux impressions de la nature et à l'expérience personnelle (J. Masriera ou Serra), à une peinture plus réaliste qui porte l'attention sur l'environnement de la vie quotidienne (Martí Alsina ou F. Masriera) ou sur la captation de la lumière naturelle (Roig Soler ou Guillem Roca, de l'Empordà), nous sommes arrivés au modernisme et au noucentisme avec Blay, Nonell, Canals, Casas, Gargallo ou Casanovas et au retour à l'aménagement paysager de Gimeno, Mir ou Amat.
Les œuvres de ces pièces proviennent de dons des auteurs et de Conception Santaló, Victor Rahola, Alfons Moncanut, M. Mercè Viñas, Anna M. Dalí, Abelard Fàbrega et Eulàlia Mestres.

### Le paysagisme d'Empordà
Les artistes qui travaillent dans la zone géographique d'Empordà, entre la fin du XIXe et le début du XXe suivent des lignes esthétiques qui se répandent dans toute la Catalogne. Joseph Blanquet s'embarque dans un réalisme photographique, Guillem Comalat dans un paysagisme romantique, et Joseph Bonaterra dans une peinture de type impressionniste. Eusèbe de Puig a une approche picturale moderniste, mais commence à capter la lumière de l'Empordà, comme Marian Llavanera, qui s'éloigne du paysage de l'École d'Olot pour doter de personnalité ses peintures réalisées dans le contexte d'Empordà.
L'enseignement de Juan Núñez vers les années vingt marque toute une génération d'artistes membres d'une école d'Emporda, étiquetée par Josep Pla, même si, plus tard, il suivra des chemins différents. Les trois quarts de Ciel pour un quart de Terre seront, peu de temps après et le moment venu de façonner le paysage, les lignes directrices de la peinture d'Empordà, facilement identifiables dans les œuvres de Salvador Dalí, Ramon Reig ou Evarist Valles.
Les sculpteurs d'Empordà Antoni Casamor, Llorenç Cairó et Artur Novoa suivent encore une des formes classiques et méditerranéennes dans la ligne marquée par le noucentisme.
Les œuvres de cette salle proviennent de dépôts de Lluís Sans, les dons des auteurs et de Carmen Bonaterra, Marian Baig et Aleu, Concepció Santaló, Docteur Estil·làs, Francesca Vidal Comalat et d'acquisitions de la mairie de Figueras et du Consortium du musée de l'Empordà.

### Dau al Set
En 1948, Antoni Tàpies, Joan Ponç, Joan-Josep Tharrats, Arnau Puig, Modest Cuixart et Joan Brossa fondent la revue Dau al Set au contenu strictement artistique, littéraire et plastique (avec la présence, par la suite, de J.E. Cirlot) où ils reproduisent souvent leurs œuvres. À cette époque, leur monde d'expression est encadré dans l'esthétique surréaliste expressive et influencé par l'œuvre de Joan Miró. Celui-ci avait suscité de l'intérêt chez chacun d'entre eux et chez les créateurs inquiets qui travaillaient pendant ces dernières années sur l'étroitesse esthétique, morale et politique qui ont existé en Catalogne.
L’art magique de Joan Ponç, Antoni Tàpies et Modest Cuixart, situé entre les années 1946 et 1955, fait le pont entre les expériences précédant la Guerre Civile — celles d'ADLAN et de GATCPAC— et le surréalisme d'après-guerre. Dans le même temps, ils sont saisis par un esprit d'engagement et de dénonciation en pratiquant un art très peu accepté.
Les mondes fantastiques et démoniaques, poétiques sans précédent et poignants des espaces restreints de sorcellerie configurent l'esprit de ce qu'était Dau al Set, une fontaine d'art novateur qui a laissé une forte empreinte sur les générations suivantes.
Les œuvres de cette salle proviennent de l'héritage du mariage entre Pepita et Alfons Moncanut et Geli (1962), collectionneurs d'art catalan le plus canonique -aujourd'hui dans le musée - mais ont aussi établi une amitié étroite avec ces peintres, résultat des liens familiaux avec Tàpies et Cuixart.

### Abstraction et nouvelle figuration
Vers les années 30, émerge un surréalisme proprement d'Empordà, inspiré par la géographie naturelle de la région représentée par Joan Massanet et Àngel Planells.
La référence figurative du paysage de l'Empordà est transformée en tache de couleur et de matière avec les artistes des années cinquante, qui seront immergés dans une série de spéculations en plastique et d'attitudes collectives qui dériveront vers des groupes comme Indika (1952), La Première Manifestation Pittoresque d'Art Contemporain d'Emporda (1960) ou Le Groupe 5 (1973).
L'art expérimental avec ces peintres de l'abstraction, résultant dans le caractère informel de Joan Massanet, Ramon Molons et Miquel Capalleras, dans le gestualisme Bartomeu Massot et Patxé, dans le constructivisme de Joan Sibecas dans l'abstraction cosmique d’Evarist Vallès, dans la suprématie de Joaquim Llucià, dans cinétisme de Puig Chemin, dans la nouvelle figuration de Marian Baig et Felip Vilà ou l'expressionnisme de Moïses Sidrach et Joan Paradis. En 1984, Ansón, Lleixà, Ministral, Pujolboira et Roura créent le Groupe 69. Ces peintres ont en commun la libre interprétation du paysage.
En définitive, le travail des artistes d'Empordà conduit une variété de disciplines propres interdisciplinaires esthétiques des dernières tendances et des collections du musée d'Empordà continuer à croître avec les travaux récents des artistes les plus représentatifs de l'art actuel.

## Œuvres remarquables
- Colonne en bois. Cette pièce, qui vient probablement de la porte de l'église du monastère de Sant Pere de Rodes, faisait partie d'un long soutien de la Croix du Cimetière de Llançà, formant les chapiteaux et d'autres ornements fabriqués à partir de puits monastère, abandonné en 1798 et pillé progressivement dès 1835. Le travail de sculpture délicat qui combine les frontières ondulantes avec des motifs floraux et des animaux (lions et oiseaux) démontre le niveau artistique des auteurs de cet ensemble monumental.
- Saint Jean l'Evangéliste à Patmos. Cette œuvre attribuée à Ribera, est l'exposant d'un baroque naturaliste inspiré du travail du Caravage. La blancheur étincelante de la poitrine, du visage et des extrémités contraste avec la robe noire, le fond gris de la composition et le manteau rouge. En bas à gauche apparaît, dans l'obscurité, l'aigle, symbole de l'inspiration pour le saint qui a reçu le défi important d'écrire le livre de l'Apocalypse sur l'île de Patmos.
- Rue du marché. Sunyer arrive à Paris en 1896, où il a réuni Canals, Nonell et Picasso. De la génération antérieure à celle de Rusiñol, Casas et Utrillo sont le point culminant du modernisme catalan. À Montmartre, il travaille sur des paysages urbains dominés par la présence de figures animées. Comme un talisman, la blanchisseuse, l'humble travailleuse courbée par le poids des vêtements blancs qu'elle portant sur son dos, est omniprésente. Elle disparaît vers 1904 lorsque l'artiste s'est mis en couple avec Fernande Olivier, un modèle qui va s'initier à la description du nu.
- Sous le parasol. Membre de la lignée d'artistes Masriera, c'est l'un des tableaux les plus emblématiques d'un auteur aux multiples facettes, peintre, scénographe, dramaturge et orfèvre qui a créé une technique connue sous le nom d'émaux de Barcelone appliquée en joaillerie. Le parasol japonais est un élément présent dans plusieurs de ses compositions qu'il fera exposer lors des expositions internationales. Sa palette décorative attrape les lumières et les ombres sous une atmosphère d'héritage méditerranéen et symboliste.
- Montée du Château. Blanquet (ca) Représentation d'une scène de rue avec une esthétique hyperréaliste avant la lettre. Peinture réalisée à partir de photographies (la plupart d'entre elles dues à Josep Maria Cañellas, photographe catalan installé à Paris), offrant un reflet de la société de l'Empordà à la fin du XIXe siècle[2]. Impressionné par l'originalité de son travail de pionnier, Dalí emmena certains des tableaux de Blanquet pour les afficher lors de l'exposition-hommage au musée et Centre d'Art Georges Pompidou à Paris qui lui a été consacrée en 1979.
- Les oliviers. Héritier d'une famille de propriétaires terriens, Marià reçoit des leçons de Pascual et Galwey à Olot, où on pédale à travers les chemins des terraprims d'Empordà, presque le seul sujet de ses compositions à l'extérieur. Fages de Climent l'a voulu comme le synthétiseur des vertues de style d'Olot et d'Empordà. À Barcelone, entre succès de ventes et critiques, il expose entre 1921 et 1927. Le Dr Estil·las, médecin et collectionneur, a acquis de nombreuses œuvres et en a fait don au musée de Valls et au musée de l'Empordà.
- La femme en bleu. Tàpies a fait un séjour à Paris entre 1950 et 1951, où il s'est intéressé davantage au surréalisme, à l'art nouveau et avant-gardiste et à l'art engagé commencé avec des amis de Dau al Set quelques années auparavant. Les œuvres de cette période combinent une représentation réaliste avec un personnage qui reste surréaliste, avec des références marquées à Ernst, Miró et Klee. Dans Une femme en bleu, le contraste de la lumière, l'atmosphère irréelle, les symboles et le gratagge anticipent en quelque sorte, le caractère informel qui apparaîtra par la suite.
- Paysage. Du groupe de Dau al Set, Joan Ponç sera le seul à rester fidèle aux directives du réalisme magique pour continuer à donner ses œuvres d'une puissance magnétique très spéciale, où le passage de signes mystérieux, d'animaux fantastiques ou de monstres grotesques dans des atmosphères nocturnes et sinistres, sont un exemple constant de sa vision particulière de la vie et de l'esprit humain. Marginal à d'autres moments, son travail est, de nos jours, particulièrement apprécié et étudié.
- La Terre. Entre 1928 et 1930, Angeles Santos Torroella peint des tableaux les plus emblématiques de sa carrière : Un monde, La collecte et La Terre. Ce sont les années où il expose à Madrid et éblouit García Lorca, Gómez de la Serna et les critiques d'art de l'époque, et se présente comme un peintre d'avant-garde de Maruja Mallo et de Remedios Varo. A La Terre, tout s'est passé et rien ne vient de se passer. Nuit et jour, la vie représentée par la routine des habitants d'un monde magique, métaphorique, mais la mort est toujours présente.
- Abstraction cosmique. Activiste culturel et ami personnel de Dalí, par sa volonté, a exposé ses œuvres dans le théâtre-musée lui-même. Tout au long de sa carrière, il a travaillé dans différents langages artistiques possèdent tendances sur la scène internationale, mais à domicile, étaient difficiles à suivre dans le milieu de l'intransigeance culturelle de l'ère de Franco. L'autoportrait, la figure féminine, les lignes d'abstraction cosmiques, le ciel d'Empordà et les punaises matiéristes ou peintes, sont une constante de son œuvre.